# The Best of Firefall
| Recensione | Giudizio |
| ---------- | -------- |
| AllMusic   |          |

The Best of Firefall è una Compilation del gruppo rock statunitense Firefall, pubblicato dalla casa discografica Atlantic Records nel novembre del 1981.

## Tracce

### LP
Lato A
1. You Are the Woman – 2:40 (Rick Roberts) – Tratto dall'album: Firefall (1976)
2. Just Remember I Love You – 3:14 (Rick Roberts) – Tratto dall'album: Luna Sea (1977)
3. Strange Way – 4:40 (Rick Roberts) – Tratto dall'album: Elan (1978)
4. Cinderella – 3:47 (Larry Burnett) – Tratto dall'album: Firefall (1976)
5. Staying with It – 3:01 (Tom Snow, John Lewis Parker) – Tratto dall'album: Clouds Across the Sun (1980)

Lato B
1. Goodbye, I Love You – 4:19 (Rick Roberts) – Tratto dall'album: Elan (1978)
2. Headed for a Fall – 4:07 (Rick Roberts) – Tratto dall'album: Undertow (1980)
3. So Long – 3:02 (Rick Roberts) – Tratto dall'album: Luna Sea (1977)
4. Love That Got Away – 3:24 (Rick Roberts) – Tratto dall'album: Undertow (1980)
5. Mexico – 4:10 (Rick Roberts) – Tratto dall'album: Firefall (1976)

## Formazioni
1976
- Rick Roberts – chitarra acustica, voce, cori (brano: You Are the Woman)
- Jock Bartley – chitarra elettrica slide, chitarra acustica, cori (brano: You Are the Woman)
- Larry Burnett – chitarra elettrica, chitarra acustica, chitarra ritmica, voce, cori (brano: You Are the Woman)
- Mark Andes – basso, cori (brano: You Are the Woman)
- Michael Clarke – batteria, cori (brano: You Are the Woman)

1977, 1978 e 1980
- Rick Roberts – chitarre, voce
- Jock Bartley – chitarre, voce
- Larry Burnett – chitarre, voce
- David Muse – tastiere, organo, sassofono, flauti, armonica, sintetizzatori
- Mark Andes – basso
- Michael Clarke – batteria

1980
- Rick Roberts – chitarra, voce
- Jock Bartley – chitarra, voce
- Larry Burnett – chitarra, voce
- David Muse – sassofono, flauto, tastiere, sintetizzatori
- George Hawkins – basso
- Tris Imboden – batteria

Note aggiuntive
- Jim Mason – produttore (per la Free Flow Productions) (brani: You Are the Woman, Just Remember I Love You, Cinderella, So Long e Mexico)
- Tom Dowd, Ron e Howard Albert – produttori (per la Fat Albert Productions) (brani: Strange Way e Goodbye, I Love You)
- Kyle Lehning – produttore (brano: Staying with It)
- Kyle Lehning, Ron e Howard Albert – produttori (per la Fat Albert Productions) (brani: Headed for a Fall e Love That Got Away)
- Sandi Young – art direction copertina album
- Michael McGurl – illustrazione copertina album[2]